# MGP 2020
MGP 2020 var den 20. årlige MGP-sangkonkurrence for håbefulde sangere i alderen 8 til 15 år, der blev afholdt den 29. februar 2020.
De 8 finalister blev afsløret den 10. Februar 2020. For første gang siden 2001 var der kun 8 deltagere i stedet for 10.
Konkurrencen blev vundet af Liva som fik 37% af seernes stemmer.

## Deltagere
| Nr | Deltagere    | Fulde navn | Sang                    | Resultat      |
| -- | ------------ | --- | ----------------------- | ------------- |
| 1  | JAAIIL       | Alexander Victor Jørgensen Jakobsen, Andreas Rasmussen, Ida Holmsgaard, Isabella Gaaei Kristensen, Johannes Bundgaard, Lucas Larsen | "Superhelten"           | Superfinalist |
| 2  | Karla & Liva | Karla Krag Seebach, Liva Naghdiani Laursen                                                                                          | "Brug din fantasi"      | Ude           |
| 3  | Julie        | Julie Westerskov | "Stjernen i det blå"    | Ude           |
| 4  | Siff         | Siff Korsgaard Eriksen | "Mit hjerte der griner" | Superfinalist |
| 5  | Mynthe       | Mynthe Asmus Andersen | "Syng det ud"           | Ude           |
| 6  | Liva         | Liva Guldberg Schrøder | "Ingen plan B"          | Superfinalist |
| 7  | William      | William Sten Sønderskov Jensen | "Stjerneskud"           | Ude           |
| 8  | D&A          | Dana Salehi, Anna Damgaard Høivang                                                                                                  | "Boombadah basta"       | Ude           |

### Superfinale
I superfinalen skulle de tre mest populære fra første runde synge igen, og seerne stemte endnu engang, hvorved konkurrencens vinder blev fundet.
| Nr | Deltager | Sang                    | Procent | Placering |
| -- | -------- | ----------------------- | ------- | --------- |
| 1  | JAAIIL   | "Superhelten"           | 32%     | 2         |
| 2  | Siff     | "Mit hjerte der griner" | 31%     | 3         |
| 3  | Liva     | "Ingen plan B"          | 37%     | 1         |